# マルセイエーズ (軽巡洋艦)
| 本級の艦形図   | |
| 艦歴           | |
| 発注           | ナント社造船所 |
| 起工           | 1933年10月23日 |
| 進水           | 1935年7月17日 |
| 就役           | 1937年10月25日 |
| 退役           | |
| その後         | 1942年11月27日にトゥーロンで自沈処分。 |
| 除籍           | 1942年 |
| 性能諸元       | |
| 排水量         | 基準：7,600トン 満載：9,100トン 10,850トン（1943年） |
| 全長           | 179.5m |
| 水線長         | 172.0m |
| 全幅           | 17.5m |
| 吃水           | 5.35m（満載） |
| 機関           | アンドレ式重油専焼水管缶4基 +パーソンズ式ギヤード・タービン2基2軸推進 |
| 最大出力       | 84,000hp |
| 最大速力       | 31.0ノット |
| 航続距離       | 18ノット/5,500海里 |
| 燃料           | 重油：1,569トン |
| 乗員           | 540名 |
| 兵装（竣工時） | 15.2cm（55口径）三連装速射砲3基 9cm（50口径）連装高角砲4基 オチキス 13.2mm（76口径）連装機銃4基 55cm連装魚雷発射管2基                                                              |
| 装甲           | 舷側：105mm（水線部）、20mm（水密隔壁） 甲板：38mm（最厚部） 主砲塔：100mm（前盾）、50mm（側盾・天蓋）、40mm（後盾） バーベット：95mm（最厚部） 司令塔：95mm（側盾）、50mm（天蓋） |
| 航空兵装       | 水上機：3機 カタパルト：1基（1943年に撤去） |

マルセイエーズ （croiseur La Marseillaise） はフランス海軍のラ・ガリソニエール級軽巡洋艦の1隻である。

## 艦歴
ロワール社サン・ナゼール造船所にて1933年10月23日に起工、1935年7月17日進水、1937年10月に竣工した。就役後は姉妹艦の「ラ・ガリソニエール」「ジャン・ド・ヴィエンヌ」と共に地中海艦隊に所属しビゼルトに拠点を置いた。旗艦を「マルセイエーズ」とし、本級3隻で第3巡洋艦戦隊を編成した。
1940年4月にカナダへ金塊の輸送任務に就いた。イタリアが参戦した事により地中海中央部から紅海にかけて哨戒任務にあたった。7月にフランスがドイツに講和した時に本艦はトゥーロンにありヴィシー・フランスに付いた。
1942年11月27日にドイツ軍からの接収を免れるためにトゥーロン軍港で自沈し 、戦後の1946年から1947年にかけて解体処分された。

## 参考図書
- 「世界の艦船 増刊第50集 フランス巡洋艦史」（海人社）
- 「世界の艦船 1986年1月増刊号 近代巡洋艦史」（海人社）
- 「世界の艦船 2010年1月増刊号 近代巡洋艦史」（海人社）
- 「Conway All The World's Fightingships 1860-1905」（Conway）
- 「Conway All The World's Fightingships 1906-1922」（Conway）